# Двірець (Сарненський район)
Двіре́ць — село в Україні, у Степанській селищній громаді Сарненського району Рівненської області. Населення становить 133 осіб.
Село належить до 3 зони радіоактивного забруднення.

## Історія
У 1906 році колонія Степанської волості Рівненського повіту Волинської губернії. Відстань від повітового міста 73 верст, від волості 6. Дворів 10, мешканців 98.
Відповідно до Розпорядження Кабінету Міністрів України від 12 червня 2020 року № 722-р «Про визначення адміністративних центрів та затвердження територій територіальних громад Рівненської області» увійшло до складу Степанської селищної громади. 

## Населення
За переписом населення 2001 року в селі мешкали 132 особи. 
100 % населення вказали своєї рідною мовою українську мову.